# John Rowswell
 (juin 2019).
Si vous disposez d'ouvrages ou d'articles de référence ou si vous connaissez des sites web de qualité traitant du thème abordé ici, merci de compléter l'article en donnant les références utiles à sa vérifiabilité et en les liant à la section « Notes et références ».
John Rowswell, ne le 18 mai 1955 et mort le 31 août 2010 en Ontario est un ingénieur civil et un homme politique ontarien municipal. John est élu maire de Sault Ste. Marie faire face contre le maire sortant Steve Butland à l'élection municipal de Sault Ste. Marie en 2000 et réélu en 2003 et 2006. Le 31 août 2010, John Rowswell meurt en fonction atteint par un cancer.